# Neottia fangii
Neottia fangii är en orkidéart som först beskrevs av Tang, Fa Tsuan Wang, Sing Chi Chen och Guang Hua Zhu, och fick sitt nu gällande namn av Sing Chi Chen. Neottia fangii ingår i släktet näströtter, och familjen orkidéer. Inga underarter finns listade i Catalogue of Life.